# Місячне затемнення 16 травня 2022 року
Повне місячне затемнення відбудеться в понеділок, 16 травня 2022 року (UTC), перше з двох повних місячних затемнень у 2022 році. Друге затемнення відбудеться 8 листопада.
Затемнення буде темним, північна частина Місяця пройде через центр земної тіні. Це перше центральне затемнення місячного Сароса 131.

## Видимість
Затемнення буде повністю видно на більшій частині Північної та Південної Америки, можна спостерігати за його зростанням над північно-західною частиною Північної Америки та Тихим океаном, а також над Африкою та Європою.
| Видимість затемнення |

## Пов'язані затемнення

### Затемнення 2022 року
- Часткове сонячне затемнення 30 квітня
- Повне місячне затемнення 16 травня
- Часткове сонячне затемнення 25 жовтня
- Повне місячне затемнення 8 листопада

### Цикл Метона
Це затемнення є третім з чотирьох місячних затемнень циклу Метона в ту саму дату, 15–16 травня, кожне розділене 19 роками.
Шлях Місяця через земну тінь поблизу її низхідного вузла просувається на південь через кожне послідовне затемнення. Друге і третє — повні затемнення.